# East Coast Swing
East coast swing (ples) spada u grupu društvenih plesova. Ovaj ples se pleše na ubrzanu muziku svinga, uključujući rokenrol i bugi-vugi. Prvo poznat kao "eastern swing" kreiran od strane Artur Murej plesnog studija, ime "East coast swing" postalo je popularno između 1975 i 1980 godine.

## Istorija
Ples je kreiran od strane Artur Murej plesnog studija u 1940-oj baziran na plesu zvanom Lindi hop. Plesni studio je uvideo da je Lindi hop bio previše težak i komplikovan za početnike, ali je bilo dosta ljudi koji su bili zainteresovani za swing plesove. East coast swing ima različite nazive u različitim regionima Amerike i sveta. U početku ovaj ples je bio poznat pod nazivima: Eastern Swing, Džiterbug, Amerikan Swing, East coast lindi, Lindi, Tripl Swing. Ostale varijante East coast swing-a imale su izmenjenu tehniku i poznati su pod nazivom Single swing, Single step swing ( gde je trostruki korak zamenjen jednostrukim korakom, stvaranjem ritma sporo, sporo, brzo, brzo, ritam koji je sličan plesu Fokstrotu) i Double swing ( korišćenjem tehnike tap-korak).
Ime East coast swing je osmišljeno kako bi mogao da se razlikuje ples koji se pleše na ulicama (ulični ples) od nove varijante koja se koristi u konkretnim plesnim dvoranama. East coast swing je standardizovana forma plesa koja je u početku razvijena za nastavne svrhe u Artur Murej plesnom studiju, a kasnije unapređen da bi mogao da se poredi sa standardnim plesovima. Može se reći da ne postoji pogrešan ili pravi način plesanja ovog plesa. Međutim određeni stilovi plesa smatraju se pravom formom u okviru tehničkih elemenata regulisanih I dokumentovanih od strane Američkog Nacionalnog saveta za ples. Američki Nacionalni savet za ples nadgleda sve standarde Američkih standardnih i Latino plesova. Lindi Hop nikada nije standardizovan, ali kasnije je postao inspiracija za nekoliko plesnih formi kao što su: Bugi-vugi, Džajv, East Coast Swing, west Coast Swing i rokenrol.

## Osnovna tehnika
East coast swing u svojoj tehnici ima 6 osnovnih koraka. Ovakva tehnika je neuobičajno jer je swing muzika četvorotaktna. U praksi, ipak, 6 koraka East coast swing-a se kombinuje sa 8 koraka od Lindi hopa, Čarlstona i Balboa. U zavisnosti od regiona i instruktora, osnovni korak može da bude: Ili nazad-napred, korak, korak ili korak, korak, nazad-napred.